# ルザ
座標: 北緯55度42分 東経36度12分 / 北緯55.700度 東経36.200度

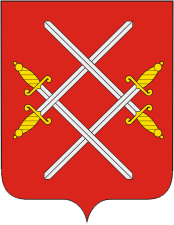
ルザの市章

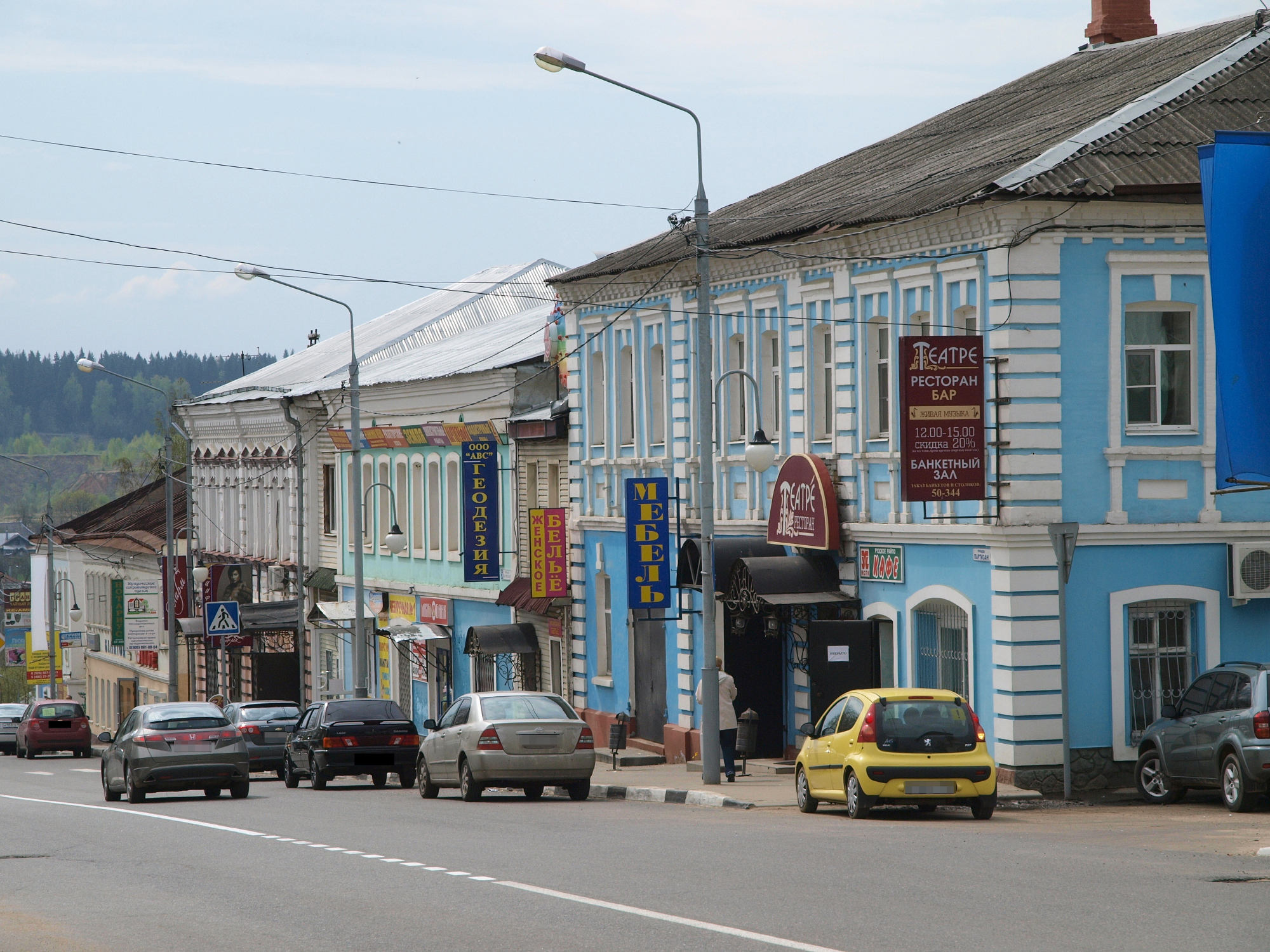

ルザ（Ру́за、Ruza）は、ロシアのモスクワ州にある町。人口は1万6014人（2021年）。モスクワの西100kmにあり、ルザ川に面する。
ルザが最初に文献に登場するのは1339年のことであり、ズヴェニゴロド公国の一部としてであった。16世紀初頭にはモスクワ大公国領となった。ルザには要塞があり、西からの攻撃からモスクワを守っていた。ルザの南にあるカーメンスコエ村には、14世紀初頭の要塞化された教会が残っている。これは、モスクワ州全体で残っている最も古い建物である。